# Karl Gotch
Charles « Karl » Istaz   est un lutteur, catcheur (lutteur professionnel) et entraîneur de catch belge  né le 3 août 1924 à Anvers et mort le 28 juillet 2007 à Tampa. Il est essentiellement connu comme catcheur et entraîneur sous le nom de ring de Karl Gotch.
Il est d'abord lutteur et il représente son pays aux Jeux olympiques d'été de 1948 en lutte libre et en lutte gréco-romaine dans la catégorie des poids lourds-légers.

## Jeunesse et carrière de lutteur
Istaz est le fils d'un allemand et d'une hongroise. Il grandit à Hambourg et durant le Troisième Reich son père se retrouve en camp de concentration pour des raisons politique. Il pratique la lutte gréco-romaine et la lutte libre et représente la Belgique aux Jeux olympiques d'été de 1948 à Londres dans ces deux disciplines dans la catégorie des poids lourds-légers.

## Palmarès
- American Wrestling Alliance (AWA)
  - 1 fois champion du monde poids lourd de la AWA[5]
- World Championship Wrestling (Australie)
  - 1 fois champion du monde poids lourd de la International Wrestling Alliance[6]
- World Wrestling Alliance (WWA)
  - 1 fois champion du monde par équipes de la WWA avec Mike DiBiase[7]
- World Wide Wrestling Federation (WWWF)
  - 1 fois champion par équipes de la WWWF avec René Goulet[8]